# Horst Meyer
Horst Meyer   (Hamburg, 20 de juny de 1941 - Lanzarote, 24 de gener de 2020) fou un remer alemany que va competir durant la dècada de 1960.
El 1964 va prendre part en els Jocs Olímpics d'Estiu de Tòquio, on va guanyar la medalla de plata en la prova del vuit amb timoner del programa de rem. Quatre anys més tard, als Jocs de Ciutat de Mèxic, guanyà la medalla d'or en la mateixa prova. El 1972 fou un dels encarregats de dur la bandera olímpica en la cerimònia inaugural dels Jocs de Munic.
En el seu palmarès també destaquen dues medalles d'or al Campionat del món de rem, el 1962 i 1966 i quatre medalles d'or al Campionat d'Europa de rem, entre les edicions del 1963 i 1967. També guanyà set campionats d'Alemanya del vuit amb timoner, entre 1962 i 1968.